# Episodi di Countdown (serie televisiva 2010) (prima stagione)
La prima stagione della serie televisiva Countdown è andata in onda in Germania sul canale RTL dal 14 gennaio al 4 marzo 2010.
In Italia la stagione è stata trasmessa dal 1º agosto 2011 al 22 agosto 2012 su Rai 2, senza rispettare l'ordine di trasmissione originale degli episodi.
La trasmissione della serie è stata sospesa a due episodi dal termine il 5 settembre 2011, per poi riprendere l'estate successiva.
| n° | Titolo originale  | Titolo italiano    | Prima visione tedesca | Prima visione italiana |
| -- | ----------------- | ------------------ | --------------------- | ---------------------- |
| 1  | Die Zeugin        | La testimone       | 14 gennaio 2010       | 1º agosto 2011         |
| 2  | Sniper            | Tiratore scelto    | 21 gennaio 2010       | 22 agosto 2011         |
| 3  | Klassentreffen    | Compagni di scuola | 28 gennaio 2010       | 15 agosto 2011         |
| 4  | Der Bäcker war es | Omicidio in banca  | 4 febbraio 2010       | 8 agosto 2011          |
| 5  | Lili              | Lilli              | 11 febbraio 2010      | 22 agosto 2012         |
| 6  | Ein Todesfall     | Una caduta mortale | 18 febbraio 2010      | 15 agosto 2012         |
| 7  | Blutsbande        | Vincolo di sangue  | 25 febbraio 2010      | 5 settembre 2011       |
| 8  | Der Feuerteufel   | L'incendiario      | 4 marzo 2010          | 29 agosto 2011         |